# Штоф, Александр Александрович
Александр Александрович Штоф (1844 — не ранее 1907) — управляющий Министерством торговли и промышленности Российской империи, тайный советник.

## Биография
Родился в Санкт-Петербурге 5 (17) октября 1844 года.
В службе и классном чине с 1864 года после окончания с золотой медалью Александровского лицея с назначением по министерству финансов.
Женился 20 мая 1866 года на Екатерине Васильевне Григорьевой, дочери генерал-майора Василия Алексеевича Григорьева, сестре А. В. Григорьева.
С 1869 года коллежский асессор, в 1872 году надворный советник — чиновник по особым поручениям Министерства финансов. С 1875 года коллежский советник, в 1878 году статский советник — начальник Отделения частных горных заводов Горного департамента.
В 1881 году произведён в действительные статские советники, помимо основной  должности в Горном департаменте, начал преподавать в Горном институте и был назначен в 1886 году членом Горного совета. В 1890 году произведён в тайные советники. С 1898 года назначен председателем Присутствия по горнозаводским делам, оставаясь членом Горного совета и преподавателем Горного института. С 1904 года был так же членом Главного по фабричным и горнозаводским делам присутствия и Особого по промысловому налогу присутствия от министерства земледелия и государственного имущества.
С 12 марта 1905 года по 10 января 1907 года — товарищ министра торговли и промышленности. С 5 мая по 26 июля 1906 года — управляющий Министерством торговли и промышленности.
В 1907 году был уволен в отставку.

## Награды
Был награждён российскими орденами вплоть до ордена Святой Анны 1-й степени (1894); орден Святого Станислава 1-й степени (1887), орден Святого Владимира 3-й степени (1884).